# Маріан Здзеховський
Маріан Здзеховський (псевдонім Урсин) (1861 — 5 жовтня 1938, Вільнюс) — польський філолог, історик літератури, критик, публіцист.

## Біографія
Вищу освіту Маріан Здзеховський розпочав здобувати на історико-філологічному факультеті Петербурзького університету, згодом перевівся у Дерптський університет (1879—1883).
З 1888 жив у Кракові, викладав у Ягеллонському університеті. З 1919 завідував кафедрою всесвітньої літератури Віленського університету Стефана Баторія. Читав лекції з російської літератури та європейської культури (1920—1931). У 1921—1922 був деканом гуманітарного відділення, а у 1925—1927 — ректором університету.
Був членом АН у Кракові, один із засновників Слов'янського клубу в Кракові (1901) і його друкованого органу «Слов'янський світ» (1901—1914). Обирався головою Професійного союзу польських літераторів Вільна та головою Товариства друзів науки у Вільні (1928).

## Творчість
Основні праці присвячено літературній славістиці та компаративістиці, російській релігійній думці та польським політичним ідеям.
У порівняльному слов'янознавстві спільні риси слов'янських народів і їхніх культур вбачав передусім у спорідненості їхньої психології, у нібито властивому їм містицизмі й релігійності. Так у книжці «Очерки из психологии славянского племени. Славянофилы» (СПБ, 1887) характеризував Тараса Шевченка як виразника так званого українського містицизму, месіанства й релігійності. Проти цих поглядів виступив І. Франко, який заявив, що Здзеховський не знає всієї творчості Шевченка, тому його трактування фальшиве, суперечить її духові. Згодом у журналі «Kłosy ukraiński» («Українські колоски», 1914, № 1) М. Здзеховський надрукував статтю «Тарас Шевченко (1814—1914)», в якій позитивно оцінив творчість українського поета.
М. Здзеховський у своїх працях «Європа, Росія, Азія» (1923) та «Перед обличчям кінця» (1937) під впливом катастрофічної теорії культури О. Шпенґлера, розглядав, що через призму протиставлення культури й цивілізації виступає опозиція між духовною й матеріальною сферами. Більшовицьку революцію розцінював як смертельну зовнішню загрозу для європейської культури.
Маріан Здзеховський вважав великою проблемою те, що поляки не приділяли уваги україністиці й це ставало джерелом наростаючих польсько-українських конфліктів. За його словами «ми нічого не знаємо про Україну і нічого не хочемо знати. Якась Австралія цікавить нас більше, ніж найближчі нам побратими, сусіди та співгромадяни. Польські занедбання в галузі україністики […] мають програмний характер». М. Здзеховський у своїй статті «Про польсько-руську суперечку» доводив, що потрібно поступатися українцям, давати їм більше, навіть собі на шкоду, ніж опинитися перед більшовицькою загрозою.